# Missões diplomáticas da Albânia

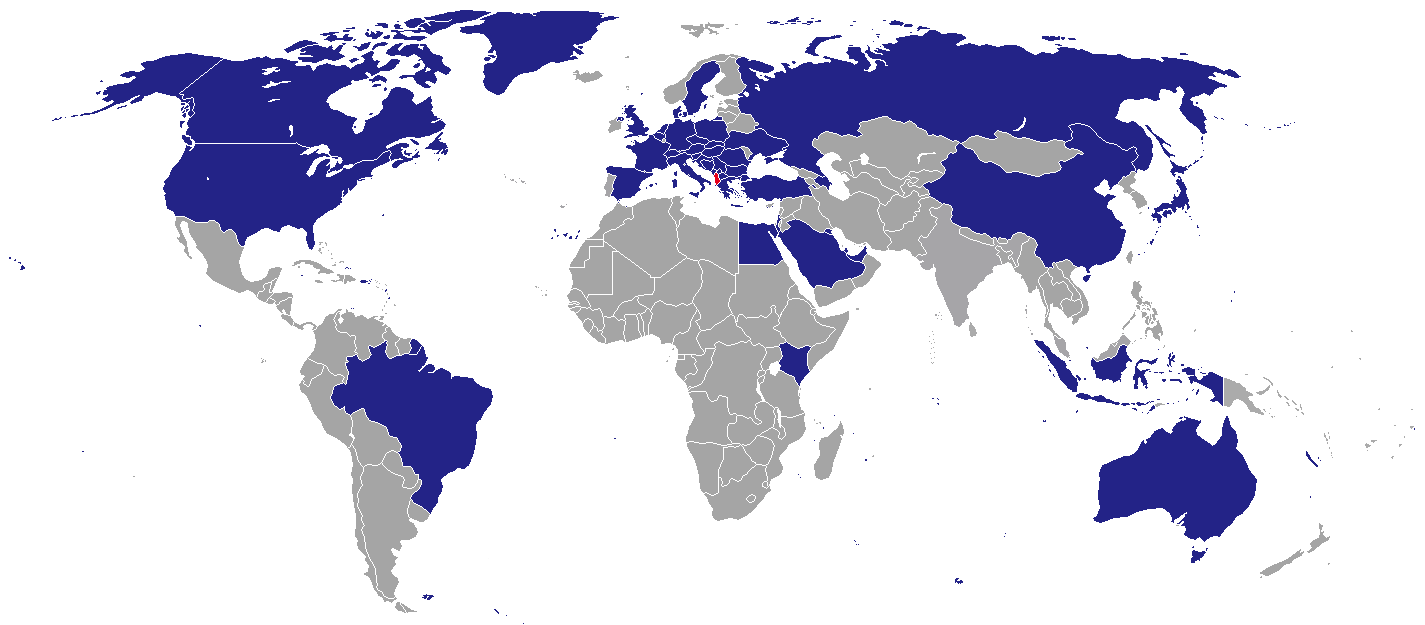
Missões diplomáticas da Albânia

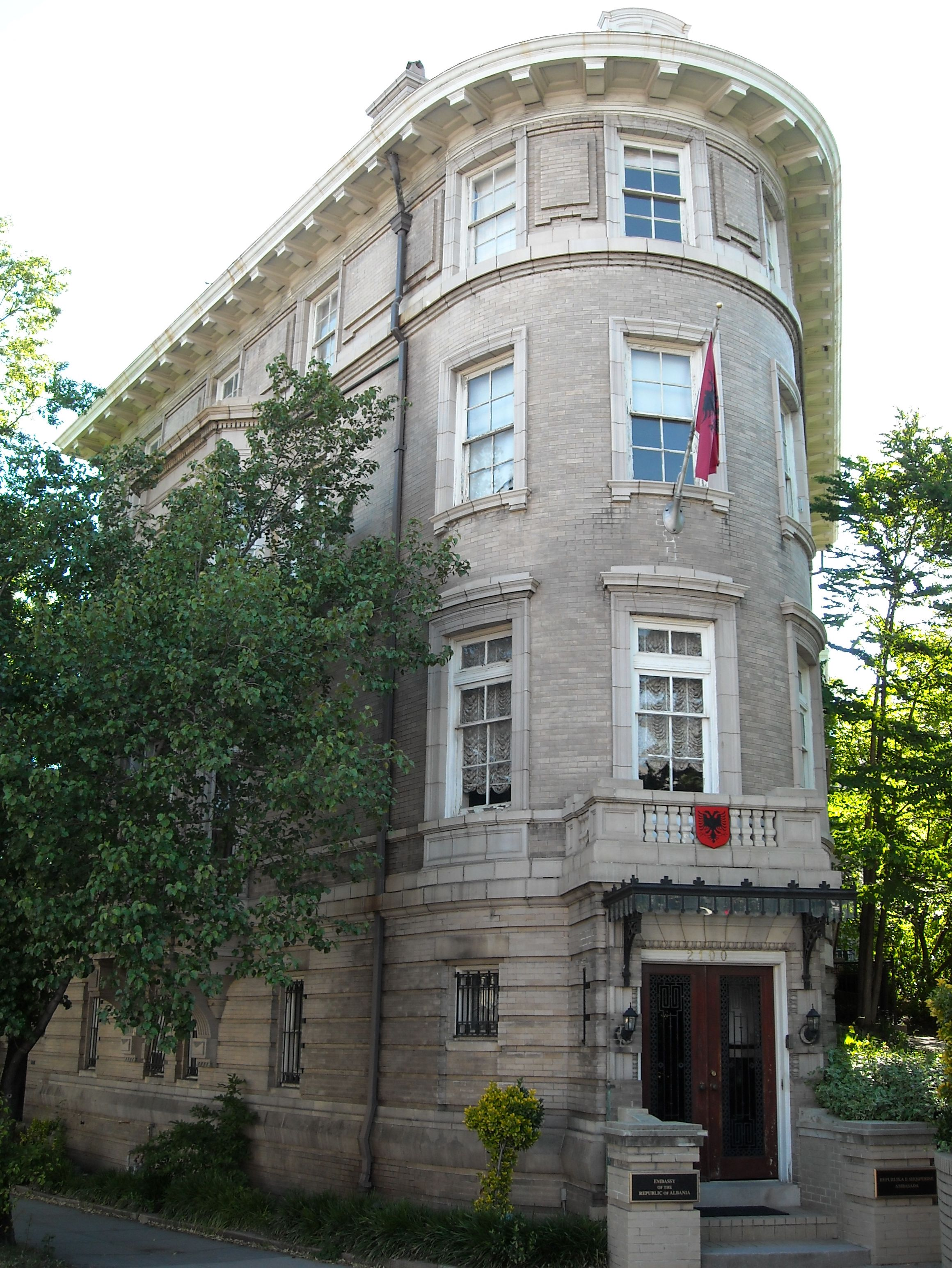
Embaixada da Albânia em Washington, D.C.

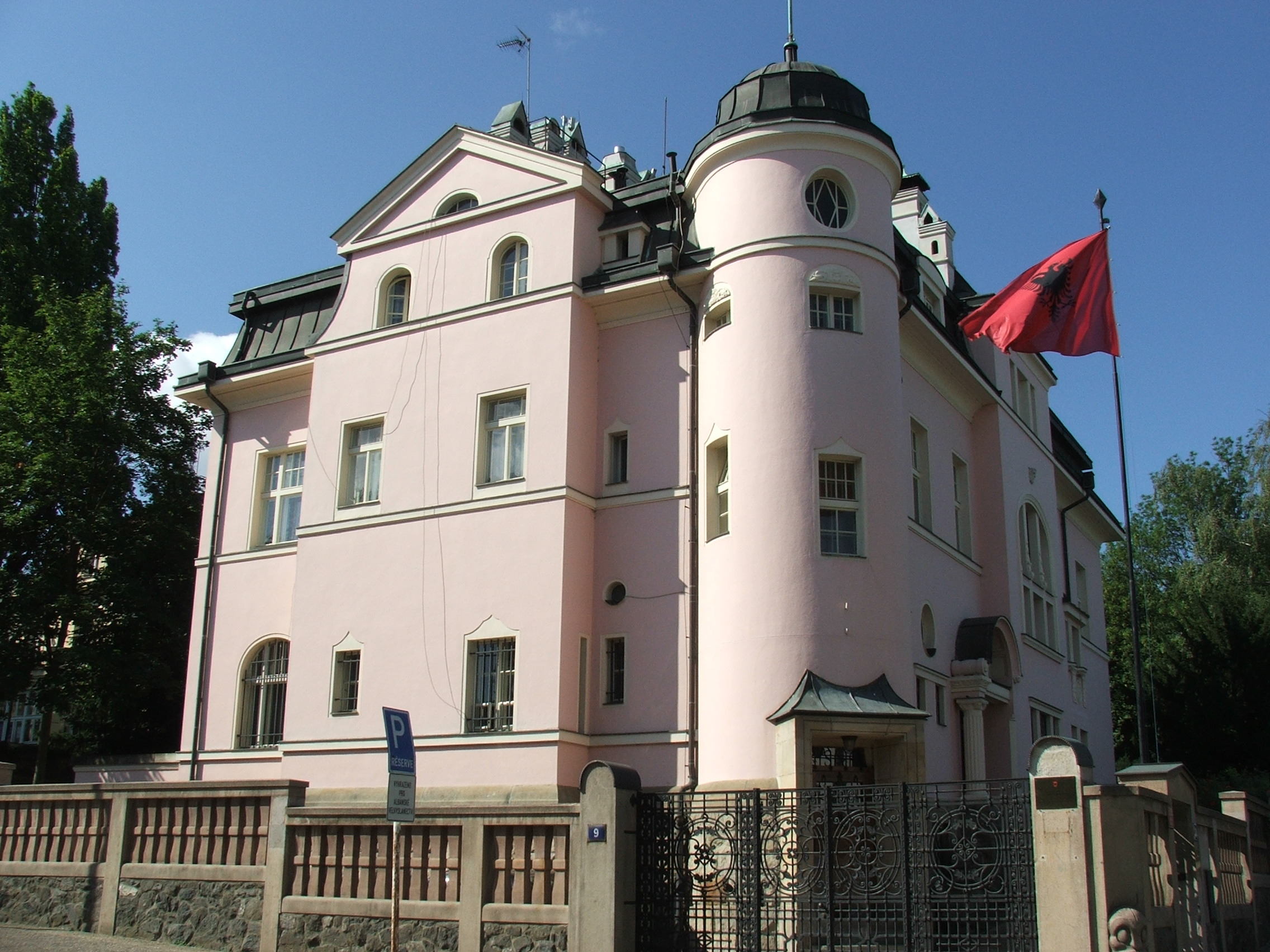
Embaixada de Albânia em Praga.

Abaixo se encontram as embaixadas e consulados da Albânia:

## Europa
- Alemanha
  - Berlim (Embaixada)
- Áustria
  - Viena (Embaixada)
- Bélgica
  - Bruxelas (Embaixada)
- Bósnia e Herzegovina
  - Sarajevo (Embaixada)
- Bulgária
  - Sófia (Embaixada)
- Croácia
  - Zagreb (Embaixada)
- Dinamarca
  - Copenhague (Embaixada)
- Eslovênia
  - Liubliana (Embaixada)
- Espanha
  - Madrid (Embaixada)
- França
  - Paris (Embaixada)
- Grécia
  - Atenas (Embaixada)
  - Janina (Consulado-Geral)
  - Salónica (Consulado-Geral)
- Hungria
  - Budapeste (Embaixada)
- Itália
  - Roma (Embaixada)
  - Bari (Consulado-Geral)
  - Milão (Consulado-Geral)
- Kosovo
  - Pristina (Embaixada)
- Macedônia do Norte
  - Skopje (Embaixada)
- Montenegro
  - Podgorica (Embaixada)
- Países Baixos
  - Haia (Embaixada)
- Polónia
  - Varsóvia (Embaixada)
- Portugal
  - Lisboa (Embaixada)
- Reino Unido
  - Londres (Embaixada)
- Chéquia
  - Praga (Embaixada)
- Roménia
  - Bucareste (Embaixada)
- Rússia
  - Moscou (Embaixada)
- Vaticano
  - Vaticano (Embaixada)
- Sérvia
  - Belgrado (Embaixada)
- Suécia
  - Estocolmo (Embaixada)
- Suíça 
  - Berna (Embaixada)

## América
- Argentina
  - Buenos Aires (Embaixada)
- Brasil
  - Brasília (Embaixada)[1]
  - Recife (Consulado-Geral)[2]
  - São Paulo (Consulado-Honorário)
  - Rio de Janeiro (Consulado-Honorário)
- Canadá
  - Ottawa (Embaixada)
- Estados Unidos
  - Washington, D.C. (Embaixada)
  - Nova Iorque (Consulado-Geral)

## Oriente Médio
- Arábia Saudita
  - Riade (Embaixada)
- Israel
  - Tel Aviv (Embaixada)
- Turquia
  - Ancara (Embaixada)
  - Istambul (Consulado-Geral)

## África
- Egito
  - Cairo (Embaixada)

## Ásia
- China
  - Pequim (Embaixada)
- Índia
  - Nova Déli (Embaixada)
- Japão
  - Tóquio (Embaixada)
- Malásia
  - Kuala Lumpur (Embaixada)

## Organizações Multilaterais
- - Bruxelas (Missão Permanente do país ante a União Europeia e OTAN)
  - Genebra (Missão Permanente do país ante as Nações Unidas e outras organizações internacionais)
  - Estrasburgo (Missão Permanente do país ante o Conselho da Europa)
  - Nova Iorque (Missão Permanente do país ante as Nações Unidas)
  - Paris (Missão Permanente do país ante a Unesco)
  - Roma (Missão Permanente do país ante a Organização das Nações Unidas para Agricultura e Alimentação)
  - Viena (Missão Permanente do país ante as Nações Unidas)